# ثيودور روبنسون
ثيودور روبنسون (16 فبراير 1866 في المملكة المتحدة - 4 أكتوبر 1959 في المملكة المتحدة) (بالإنجليزية: Theodore Robinson)‏ هو لاعب كريكت بريطاني وبريطاني (وحمل سابقاً جنسية المملكة المتحدة لبريطانيا العظمى وأيرلندا). لعب مع نادي مقاطعة سومرست للكريكت ‏.

## وصلات خارجية
- ثيودور روبنسون على موقع أوليمبيديا (الإنجليزية)